# Gade uden ende
Pour plus de détails, voir Fiche technique et Distribution.
Gade uden ende (littéralement « rue sans fin ») est un film danois réalisé par Mogens Vemmer, sorti en 1963.

## Synopsis
La vie de trois prostituées de Copenhague.

## Fiche technique
- Titre : Gade uden ende
- Réalisation : Mogens Vemmer
- Scénario : Mogens Vemmer
- Musique : Bent Fabricius-Bjerre, Louis Hjulmand et Jørgen Ingmann
- Photographie : Bent Paulsen
- Montage : Bodil Andersen
- Production : Poul Jacobsen
- Société de production : Hermes-Film
- Pays de production :  Danemark
- Genre : Drame
- Durée : 80 minutes
- Date de sortie : 
  - Danemark : 24 juin 1963

## Distribution
- Sunny Nielsen
- Poul Jacobsen
- Doris Johansen
- Connie Ohlsen
- Zellita Torki

## Distinctions
Le film a reçu le Bodil du meilleur film danois.